# Martin Haar
Martin Haar (* 2. Mai 1952 in Zwolle) ist ein niederländischer Fußballspieler und -trainer.

## Werdegang
Der Abwehrspieler spielte für die Go Ahead Eagles (1971–1977), den HFC Haarlem (1977–1983), AZ Alkmaar (1983–1986), HFC Haarlem (1986–1988), Sparta Rotterdam (1988–1989) und den FC Wageningen (1989). Seinen größten Erfolg feierte er als Stammspieler bei Haarlem in der Saison 1981/82, als sich der Verein zum ersten Mal in seiner Geschichte für den UEFA-Pokal qualifizierte. 1982 war er der erste Gewinner des Goldenen Schuhs und damit niederländischer Fußballer des Jahres.  
Nach seiner aktiven Zeit als Spieler schlug er die Trainerlaufbahn ein. Unter Louis van Gaal war er Co-Trainer bei AZ Alkmaar und gewann 2008/09 die niederländische Meisterschaft. Nach Van Gaals Wechsel zum FC Bayern München blieb Haar unter Nachfolger Ronald Koeman Assistent und übernahm nach dessen Entlassung im Dezember 2009 das Training der Mannschaft.